# Per Svartvadet
Per Eric Svartvadet, född 17 maj 1975 i Sollefteå, är en svensk före detta professionell ishockeyspelare.
Svartvadets moderklubb är Sollefteå HC. Han har spelat i NHL för laget Atlanta Thrashers och han har spelat totalt 56 matcher i svenska landslaget, bland annat i VM 1997 där Sverige vann silver. Svartvadet är mest känd i Sverige för sin karriär i Modo Hockey där han som vänsterfattad centerforward (#39) gjort sammanlagt 113 mål och är den spelare som spelat flest seriematcher (755) för klubben. Han var lagkapten då Modo vann SM-guld 2007 och samma säsong fick han också motta Guldpucken. 
Vid en presskonferens 22 december 2011 på Fjällräven Center meddelade Svartvadet att han på grund av sjukdom tvingas avsluta sin aktiva ishockeykarriär. Han hade då varit sjukskriven sedan före säsongsstarten, drabbad av ulcerös kolit. Den sista seriematch Svartvadet spelade för Modo Hockey var kvalseriematchen mot Södertälje SK 8 april 2011. Kaptensbindeln övertogs vid säsongsstarten 2011/2012 av Ole-Kristian Tollefsen och den 22 december 2011 meddelade Per Svartvadet att han avslutar ishockeykarriären.
Efter spelarkarriären var Svartvadet först ansvarig för juniorverksamheten i Modo Hockey och fick 2014 överta rollen som sportchef i klubben, men kom dock att bli uppsagd från denna ett halvår efter att den anrika klubben degraderats från SHL till Hockeyallsvenskan 2016.
Per Svartvadet var under 2019-2024 Radiosportens expertkommentator i ishockey. Sedan 2024 är Svartvadet expertkommentator på TV4.

## Meriter
- U18 Junior EM-guld 1993
- U20 Junior VM-silver 1994
- U20 Junior VM-brons 1995
- VM-silver 1997
- SM-guld 2007
- Guldpucken 2007

## Klubbar
- Modo Hockey (1993–1999 och 2004–2011)
- Chicago Wolves, AHL (2003)
- Atlanta Thrashers, NHL (1999–2003)
- Orlando Solar Bears, IHL (1999)